# Rafael Alcayde
Rafael Gutiérrez Alcayde Rodríguez (La Habana, 19 de octubre de 1906-Acapulco, 27 de agosto de 1993) fue un actor cubano.

## Filmografía selecta
- Soy un prófugo (1946)
- Cantaclaro (1946)
- El socio (1946)
- La diosa arrodillada (1947)
- Adventures of Casanova (1948)
- Nosotros los pobres (1948)
- La marca del zorrillo (1950)
- También de dolor se canta (1950)
- La rosa blanca (1954)
- Los líos de Barba Azul (1955)
- Abajo el telón (1955)
- Un mundo nuevo (1957)
- Ten Days to Tulara (1958)
- The Last of the Fast Guns (1958)
- Villa! (1958)